# 안녕 (가수)
안녕(1992년 ~)은 대한민국의 가수이다.

## 학력
- 경희대학교 화학공학과 (졸업)

## 개요
- #안녕은 본명으로 앨범을 내는 걸 부담스러워 하기도 했고, 안녕이란 인삿말처럼 누구에게나 편안하고 부담 없이 다가가기 위한 의미로 이렇게 이름짓게 되었다.

- 데뷔곡 발표할 때쯤 취업을 준비하고 있어 데뷔곡 정도만 녹음하고 기념앨범으로 남겨두려 했으나 데뷔곡이 예상 외의 성적을 거둔 상황에서 취직도 되었다. 회사생활에 큰 문제는 없지만 회사, 음악생활 병행의 #안녕을 위해 당분간 사진, 영상과 개인 정보를 공개하지 않았다. 국내 굴지의 대기업에 다닌다는 소문이 있어 연관검색어에 직장으로 추측되는 연관검색어가 있었으며 소속사에서 23년 11월 7일 얼굴을 공개하며 현직 반도체 엔지니어임을 인정했다.

- 신비주의 콘셉트에 따라 본명을 비롯한 신원을 대중들에게 일체 공개하지 않고 있었다. 얼굴 공개 이전 촬영했던 여러 라이브 클립에서도 보면 얼굴을 드러내지 않기 위해 자주 쓰이는 카메라를 쇄골 높이까지만 보이게 하거나 일본의 요루시카처럼 조명을 어둡게 해 윤곽만 드러나게 만드는 방법을 사용했다.

- 신비주의 콘셉트로 가게 된 이유는 위와 같이 회사 생활과 가수 활동을 병행하기 위한 것으로 추정된다. 후술하겠지만 7년 만에 처음으로 얼굴을 공개하고 인터뷰를 했는데, 무려 연봉 1억이나 받는 안정적인 대기업 직장인으로서의 삶을 포기할 수는 없었을 것이고, 오히려 그 안정감이 음악을 이어갈 수 있었던 원천이 됐다고 한다.

## 음악 및 연대
- 팬들에게 가장 큰 매력으로 꼽히는 것은 음색이며 여러 가수가 떠오르지만 남을 모방하는 게 아닌 본인만의 매력적인 시그니처 음색을 지니고 있다는 평을 받는다. 본인의 음색이 김연우의 음색을 닮아 있어 김연우의 숨겨진 아들이라는 말이 있으며, 김범수, 매드클라운, 성시경, 이정, 김태우, 홍대광 등 실로 다양한 가수의 음색을 가지고 있다. 개그맨 이용진이 노래하면 이런 음색일 것이다 라는 평도 받고 있다. 한편 창법은 임창정과 상당히 닮아 있다.

## 앨범
- 2025년 가슴속에 살아
- 2016년 첫번째 인사
- 2016년 이 노래를 듣고 있다면
- 2017년 우리 다시 연락해요
- 2017년 안녕, 세 번째 인사
- 2017년 안녕, 네 번째 인사
- 2018년 힘을 내요 그대
- 2018년 안녕, 다섯 번째 인사
- 2018년 안녕, 여섯 번째 인사
- 2018년 안녕, 일곱 번째 인사
- 2018년 왜 연락했는데

## 방송
- 2021년 더 리슨:우리함께 다시

## 공연
- 2024년 미유페

## 관련활동
- 2023년 방송 MBC 복면가왕 제427회